# Dijana
Dijana (arab. ديانا, Diyānā; kurd. سۆران, Soran) – miasto w północnym Iraku (Kurdystan), w muhafazie Irbil. W 2009 roku liczyło ok. 101 tys. mieszkańców.